# Maicon (football, 1990)
Pour les articles homonymes, voir Maicon et Bitencourt.
Maicon Marques Bitencourt, né le 18 février 1990, est un footballeur brésilien. Il joue au poste d'attaquant à l'Atlético Mineiro.

## Biographie

### En club
Maicon commence le football au centre de formation de Fluminense FC en 2005 où il joue en équipe jeune jusqu'en 2008.
Il découvre l'équipe professionnelle en participant à son premier match en Série A contre Náutico (0-2) le 18 mai 2008 à l'âge de 18 ans, il rentre à la 61e minute de jeu en remplacement de son compatriote de Mattos Leo. Sa première saison se termine avec 13 matchs en championnat
Lors de la deuxième saison Maicon joue plus et marque même son premier but en équipe professionnelle lors du match le 6 août 2009 en championnat contre Sport Recife (5-1), il marque le dernier but de son équipe à la 91e minute. Il découvre même la Copa Sudamericana en rentrant à deux reprises.
Au mois de mars 2010, il signe en Russie dans le club du Lokomotiv Moscou un contrat de quatre ans et demi pour une somme estimé à 4M€.

### En équipe nationale
Il participe et remporte en 2007 à la Coupe sud-américaine - 17 ans avec le Brésil il participe à 5 matchs et marque 2 fois, puis quelques mois plus tard il participe donc à la Coupe du monde des moins de 17 ans (2 matchs pour 1 but) où le Brésil se fait éliminer contre le Ghana en huitième de finale.
En 2009, Maicon participe à la Coupe du monde des moins de 20 ans en Égypte, il y dispute 6 matchs pour inscrire deux buts contre l'Allemagne. Lors de ce quart de finale Maicon rentre à la 77e minute à la place de Boquita il égalise 11 minutes plus tard, et surtout donne la victoire pour le Brésil une minute après le début de la prolongation.
Mais il échoue avec son équipe en finale aux tirs au but contre le Ghana où il rentre à la 75e mais il rate complètement son penalty lors de la séance des tirs au but.

## Palmarès

### En club
- Lokomotiv Moscou
  - Coupe de Russie
    - Vainqueur : 2015 et 2017.

### En sélection nationale
| - Brésil - 17 ans - Coupe sud-américaine - 17 ans - Vainqueur : 2007. |  | - Brésil - 20 ans - Coupe du monde - 20 ans - Vice : 2009. |

## Carrière
| Saison      | Club          | Pays         | Championnat        | Coupe nationale   | Coupe continentale |
| ----------- | ------------- | ------------ | ------------------ | ----------------- | ------------------ |
| 2008        | Fluminense FC | Brasileirão  | 13 matchs          | -                 | -                  |
| 2009        | Fluminense FC | Brasileirão  | 21 matchs / 2 buts | 5 matchs / 2 buts | 5 matchs (CS)      |
| 2010        | MFK Lokomotiv | Premier-Liga | 18 matchs / 3 buts | -                 | 2 matchs (C3)      |
| 2011 - 2012 | MFK Lokomotiv | Premier-Liga | 12 matchs / 2 buts | -                 | -                  |
| 2012 - 2013 | MFK Lokomotiv | Premier-Liga | 12 matchs / 3 buts | 2 matchs          | -                  |

Dernière mise à jour le 13 mars 2013